# Паротія рогата
Паротія рогата (Parotia helenae) — вид горобцеподібних птахів родини дивоптахових (Paradisaeidae).

## Назва
Вид названо на честь принцеси Олени Великобританської (1846—1923), дочки королеви Вікторії.

## Поширення
Ендемік Нової Гвінеї. Поширений уздовж північного схилу хребта Оуен-Стенлі. Мешкає у тропічних дощах на висоті 500—1500 м над рівнем моря.

## Опис
Птах середнього розміру, завдовжки 25-27 см. Помітний чіткий статевий диморфізм. У забарвленні самиці переважають коричневі кольори, темніші на голові, грудях і спині, тоді як крила каштанові, а живіт має тенденцію до помаранчевого кольору з одиничними перами окантованими темно-коричневим. У самця чорне оперення по всьому тілу з бронзовими і фіолетовими відблисками, яскраво вираженими на голові та спині, лоб сірувато-білий та оснащений еректильним пучком біля основи дзьоба, потилиця синьо-зелена, як і груди. Як і у всіх паротій, у самця є шість довгих лопатоподібних пір'їн відразу за вухами (по три з кожного боку), а також пера боків видовжені та модифіковані. У обох статей дзьоб і ноги чорні, а очі блакитні.

## Спосіб життя
Трапляєтьс поодинці. Живе під пологом лісу. Живиться переважно фруктами, в основному інжиром. Рідше поїдає комах. Хоча в грудні спостерігали гнізда з яйцями, що належать до цього виду, детальніших даних про розмноження виду немає.